# Senori
Senori is een bestuurslaag in het regentschap Tuban van de provincie Oost-Java, Indonesië. Senori telt 3100 inwoners (volkstelling 2010).